# Kahoot!
Kahoot!（カフート）とは、学校などの教育機関で教育工学として用いられる教育用ゲームのプラットフォームである。多肢選択問題を用いた学習ゲームである"kahoots"にはウェブブラウザやアプリを用いてアクセスできる。 Kahoot!では生徒の理解を形成的に評価でき、従来のような教室での活動をやめることも可能である。また、トリビアクイズも含まれる。

## 歴史・開発
Kahoot!はJohan Brand、Jamie Brooker、Morten Versvikらが参加するノルウェー科学技術大学のプロジェクトによって2012に開発された。彼らはアルフ・インゲ・ワング教授や、ノルウェーの企業家であるÅsmund Furusethとも仲間になった。Kahoot!は2013年3月にサウス・バイ・サウスウエストにてベータ版の使用を開始し、同年9月にはこのベータ版を一般公開した。
Kahoot!は社会的学習のために設計され、学習者を電子黒板やプロジェクター、PCモニターのような共有の画面に集めた。このサイトでは SkypeやGoogle ハングアウトのような画面共有ツールを用いて使用することができる。プレイヤーが度々デバイスから目を離す事を必要とするゲームデザインとなっている。ゲームはいたってシンプルである。開始時には全プレイヤーが共有画面で見られるゲームのPINを入力することで接続し、教員が作成した問題にデバイスを用いて答える。問題に正解することによってポイントを入手できる。 クリエイターはプレイヤーが入手できるポイントを0ポイントから1000ポイント、あるいは2000ポイントまで選べる。入手できるポイントはどれだけのプレイヤーが入手でき、どのくらい答えるまでに時間がかかったかで算出される。正しく答えることができた場合、早く答えた分だけ多くのポイントが得られる。リーダーボードには各問終了後にその時のポイントが表示される。プレイヤーが多くの問題に連続して答えられたことも記録され、連続正解が多いほど正解したときに得られるポイントが多くなる。
その後、 'Jumble'が実装された。 Jumbleは並べ替え問題となっており、プレイヤーにより集中を促進させる新しい経験を提供する。
Kahoot!は異なる ウェブブラウザやモバイルデバイスのウェブインターフェースでプレイすることが出来る。またアプリケーションストアでKahootのアプリをダウンロードすることも可能である。
2017年3月、Kahoot!は10億人の累積参加者に到達し、さらに5月には月間5000万人の利用があったと報告された。同年9月、Kahoot!は宿題用のアプリケーションを発売した。
2017年時点で、Kahoot!はNorthzoneやCreandum、Microsoft Venturesから2650万ドル集めていた。2018年11月11日には、Kahoot!は3000万ドルと見積もられた。さらに2020年6月11日には、15億ドルと見積もられ、Northzoneからさらに資金を調達された。
2020年、Kahoot!のクリエイターが異なる問題の種類を選択できるようになった。"The Quiz"は基本的な問題であり、 質問と最低2つの選択肢が要求され、そのうちの一つは必ず正解となっている。 プレミアム ユーザーの場合は単一回答か複数回答かを選択できるようになる。単一回答はプレイヤーが一つだけ選択でき、複数回答は四択のうちから複数個選択できる。質問は正しいか間違いかという問題もあり、 この場合選択肢は固定され、変更できなくなる. これらの二つを使う場合はアカウントのアップグレードをする必要がない。"Open-ended"は 正答をキーボードで打ち込む。クリエイターは正しい答を選ばなければならないが、複数の正答を用意する事ができる。"Puzzle"は4つの選択肢をクリエイターが用意した正しい選択肢の順に並べる。例えば、国を人口が少ない順に並べるというようなものが出題される。
Kahoot!はプレミアムユーザーに"Polls"を提供する。 基本的には"Quiz"と同様だが、正解やポイントといったものがなく、プレイヤーに解説をしてくれるスライドがある。
"Word Cloud"はまだ未完成だが、プレミアムユーザーのみが利用可能となる予定である。
ゲーム終了時、表彰台に最も高得点の3人が登壇するアニメーションが流れる。プレイヤーはKahoot!によって得られた経験を評価できる。
2021年、 Kahoot!はCleverのシングルサインオンデジタル学習プラットフォームを5億ドルで取得し、Cleverを国際的に展開すると告知した。

## 調査・原型
Kahoot!のコンセプトはアルフ・インゲ・ワング教授が2006年にノルウェー科学技術大学のコンピューターサイエンス学部で大学院生と共同で行われた実験で開発・試験された複数のプロトタイプに起因するアイデアから始まった。このアイデアは教員がゲームショーの司会者を行い、生徒がモバイルデバイスを用いる競争相手となるという風に教室を変えた。 最初のプロトタイプはLecture Quizと名付けられた。Lecture Quizの1.0バージョンはまだスマートフォンが普及されていない2006に開発された。 サーバーは JavaやMySQLで実行され、Apacheに統合された。顧客である教員はJavaのアプリケーションとOpen GLの画像を組み合わせて実行し一方学生の顧客は Java 2 Micro Editionで実行され、これらは顧客をスマートフォンやノートパソコンで動かす事を可能にした。 彼らのノートパソコンでゲームをしている生徒は 大学のWi-Fiを利用することができたが、携帯で参加している人はセルラーネットワークの3Gを使う必要があった。後者は"Lecture Quiz"をするため、当時転送されたメガバイトごとに電気通信事業者に対して自腹で負担した生徒に対して不利だった。 "Lecture Quiz"による最初の実験はノルウェー科学技術大学で20人の生徒による授業によって有用性や実用性に焦点が充てられて行われた。この実験の結果は"Lecture Quiz"を用いる事が相対的に簡単で、学びの増加に貢献し、 おもしろく、より多くの講義に参加するやる気を増大させるという事を見せていた。 2006年から2011年までの間、Lecture Quizの4つのバージョンが開発され、主に有用性が向上し、クイズの作成を簡単にし、新たな科学技術を用いた実装がされた。
Lecture Quizの2.0は教師、生徒ともにウェブインターフェースを用いる最初のプロトタイプとなった。2.0の実験で生徒・教師両視点から有用性が向上しており、生徒のモチベーションや関心、集中力や知識の習得が増加していることがわかった。"Lecture Quiz"の最後のバージョンは3.0で、HTML 5やCSS3で実行され、アバターや複合的なゲームやチームがあるといったようにユーザーインターフェースがはっきりと向上していた。3.0は大学内部だけでなくSkaun Ungdomsskoleのような外部の様々な学校で試験され、そこでは社会科学のテストができたと生徒が喜んでいた。
Kahoot!は2013年に始まり、研究コミュニティーは教室でゲームベースの学習プラットフォームを用いた多くの実験を行った。ノルウェー科学技術大学での準実験に252人の生徒が参加して、 一度だけプレイした人と5ヶ月間たびたびプレイした人で生徒の理解力を比較することでKahoot!の摩耗効果を調査した。5ヶ月が経過しても生徒の関心やモチベーション、集中力や学習の理解に重大な縮小が統計として見られなかったが、参加していた学生間でのコミュニケーションが減少しているという重要な変化があった。Kahoot!は5ヶ月間繰り返し使うことによって生徒の関心やモチベーション、集中力や学習の理解を増大させようとすると結論づけられた。たくさん繰り返した後に生徒の注意力が維持された要因はKahoot!に競合性があるからであると判明した。
さらにKahoot!と他のツールやプラットフォームについて動作を比較した。ノルウェー科学技術大学の準実験では384人の生徒が、Kahoot!と紙のクイズや単純な投票システムであるClickerを比較した。結果として、モチベーションや関心、楽しみについてKahoot!がそれ以外と比べて特に改善していた。一方、成果に重要な違いは見られなかった。
ノルウェー科学技術大学で593人の生徒が参加したさらなる準実験では、要点や音声がKahoot!において集中力や関心、楽しみに学びにモチベーション、そしてクラスルーム・ダイナミクスに影響するかについて調査された。結果として要点や音声を用いたか否かによって集中力や関心、楽しみやモチベーションにいくつかの重要な違いが見られた。最も悪い結果となったのは要点や音声が用いられていないときで、最も意外な発見は音声を用いることによってクラスルーム・ダイナミクスが明確に影響を受けたことである。
ノルウェー科学技術大学の2人の生徒に対する調査によると、 ウェブサイトにアクセスする時のネットワーク遅延は プラットフォームのQoEに大きな影響力を与えたことを縦断研究や横断研究のサンプルサイズN=21で明らかにした。70%のサンプルサイズはKahoot!の全ての遅延レベルで10～20%の間で変化する生徒はプラットフォームがとても時間がかかるという報告があり、遅延の持続時間と直接関係を有している。
93の学問におけるKahoot!を用いた学習の効果を含む文献レビューは2020年に専門誌Computers & Educationで発表された。これはKahoot!を用いることが教室での学習にどう影響を与えるかという実験、ケーススタディ、概説などの発表された研究をほとんど調査した最初の文献レビューだった。このレビューの焦点は学習成績、クラスルーム・ダイナミクス、生徒と教師の意識・認識の違い、生徒の不安となっている。主な結論としてKahoot!学習成果、クラスルーム・ダイナミクス、意識や認識によい効果を及ぼし、技術的問題や質問と回答、タイムストレス、負ける事に対する怖さに追い上げの難しさが主な課題として挙げられた。このレビューを含む研究では量的で質的な方法が用いられ、Kahoot!が従来の授業や他のツールと比較して学習成果、講義に対する生徒と教師の認識の違いやクラスルーム・ダイナミクスが大きく改善され、生徒の不安を減らすという結果が示された。
2016年に Kahoot!の教育学の質はEducation Alliance Finland (旧Kokoa Standard)に 評価され、証明された。 品質認証は製品デザインの質的評価がベースとなった。 評価は学習解決の品質評価を専門とする教育関係者によって行われた。評価方法はEducation Alliance Finlandがヘルシンキ大学の研究者であるLauri Hietajärvi、Erika Maksniemiと共同で開発した。この評価は、クイズ制作は生徒が創造性を用いた上で21世紀型スキルを実行することを必要とするため、Kahoot!の教育上の価値は生徒が関連する主題のクイズを作る時に最も大きくなるとされた。